# 2-es busz (Salgótarján)
A salgótarjáni 2-es jelzésű autóbuszok az Északi forduló és Forgáchtelep (korábban:Csizmadiatelep) között közlekedtek.

## Története
A 2-es busz bevezetése előtt, már járt autóbusz a Forgáchtelepre (akkor: Csizmadiatelep). A régi 6-os járat ugyanis a Csizmadiatelep és a Sebajitelep (ma Beszterce-lakótelep) között közlekedett. A 2-es busz körülbelül az 1970-es évek közepe-végefele válthatta ki a 6-os a belváros és Csizmadiatelep közötti szakaszát. Nagyjából ugyanekkor indulhatott, a nagyrészt vele párhuzamosan közlekedő, 2A és 2B jelzésű járat, előbbi Somlyóbányáig utóbbi a somlyóbányai üdülőtelepig járt (utóbbit ma 2T jelzéssel ismerhetjük).
A 2-es busz megszüntetésére az 1997-es hálózat-átszervezéskor került sor. Az Északi fordulóval együtt a járat is megszűnt, pótlására 25-ös jelzéssel indult új autóbuszjárat, amely az 5-ös busz bizonyos járatainak felhasználásával a Helyi Autóbusz-állomás - Idegér - Forgách telep - Idegér - Helyi Autóbusz-állomás útvonalon járt, 2012.február 3-ig.

## Útvonala
| Forgáchtelep felé: | Északi forduló felé: |
| --- | --- |
| Északi forduló – Karancs út – Alkotmány út – Bem utca – Rákóczi út – Forgách Antal út – Vasvári Pál út – Kazári út – Forgáchtelep | Forgáchtelep – Kazári út – Vasvári Pál út – Forgách Antal út – Rákóczi út – Forgách Antal út – Rákóczi út – Bem utca – Alkotmány út – Karancs út – Északi forduló |

## Megállóhelyei
| 2 (Északi forduló – Forgáchtelep) |                                                                    |     | |
| sz.                               | Megállóhely                                                        | sz. | Feltételezett átszállási kapcsolatok a járat megszűnésekor                                            |
| 0                                 | Északi forduló 1988-ig: Helyi járati autóbusz-állomás végállomás   | 6   | 1, 1A, 1B, 2A, 2T, 3A, 3C, 3D, 3E, 3G, 4, 5, 6, 7, 7A, 8, 9, 9A, 9B, 9C, 10, 11, 11A, 11B Salgótarján |
| ∫                                 | Bem út                                                             | 5   | 2A, 2T, 3A, 3D, 3E, 3G, 4, 9, 9A, 9B, 9C, 10, 13, 13A, 14, 36, 37, 63                                 |
| 1                                 | Megyeháza korábban:Megyei Tanács                                   | 4   | 2A, 2T, 3A, 3D, 3E, 3G, 4, 9, 9A, 9B, 9C, 10, 13, 13A, 14, 36, 37, 63                                 |
| 2                                 | ÉMÁSZ                                                              | 3   | 2A, 2T                                                                                                |
| 3                                 | Forgách Antal út 55. korábban:Csizmadia Sándor út 55.              | 2   | 2A, 2T                                                                                                |
| 4                                 | Forgáchtelep, Szövetkezeti italbolt korábban:Csizmadiatelep, ÁFÉSZ | 1   | 2A, 2T                                                                                                |
| 5                                 | Forgáchtelep korábban:Csizmadiatelep végállomás                    | 0   | 2A, 2T                                                                                                |